# HD 210277
HD 210277 — двойная звезда в созвездии Водолея на расстоянии приблизительно 70 световых лет (около 21,3 парсек) от Солнца. Возраст звезды оценивается как около 6,93 млрд лет.
Вокруг звезды обращается, как минимум, одна планета.

## Характеристики
Первый компонент (WDS J22095-0733A) — жёлтый карлик спектрального класса G0, или G8V. Видимая звёздная величина звезды — +8,567m. Масса — около 1,081 солнечной, радиус — около 1,119 солнечного, светимость — около 1 солнечной. Эффективная температура — около 5445 К.
Второй компонент (WDS J22095-0733B). Видимая звёздная величина звезды — +16,5m. Удалён на 6,7 угловой секунды.

## Планетная система
В 1998 году группой астрономов было объявлено об открытии планеты HD 210277 b.
В 2019 году учёными, анализирующими данные проектов HIPPARCOS и Gaia, у звезды обнаружена планета HIP 109378 c.